# Рандовталь

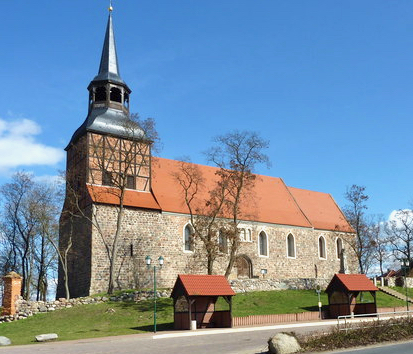
Церква

Рандовталь (нім. Randowtal) — громада у Німеччині, у землі Бранденбург. 
Входить до складу району Уккермарк. Підпорядковується управлінню Грамцов. Населення - 1 045 мешканців (на 31 грудня 2010). Площа - 63,71 км². Офіційний код  — 12 0 73 458. 

## Населення
| Рік  | Населення |
| ---- | --------- |
| 2005 | 1084      |
| 2010 | 1065      |